# Teen Choice Awards 2000
Die zweite Verleihung des Teen Choice Awards fand am 6. August 2000, wie im Vorjahr in Santa Monica (Kalifornien), statt. Die gewinnträchtigsten Filme des Abends waren Austin Powers – Spion in geheimer Missionarsstellung und The Sixth Sense.

## Film – Choice Actor
- Freddie Prinze Jr. – Den Einen oder keinen
  - Jason Biggs – American Pie – Wie ein heißer Apfelkuchen
  - Omar Epps – Love & Basketball
  - Tom Cruise – Mission: Impossible II
  - Matt Damon – Der talentierte Mr. Ripley

## Film – Choice Actress
- Julia Roberts – Erin Brockovich
  - Julia Stiles – Den Einen oder keinen
  - Angelina Jolie – Durchgeknallt
  - Natalie Portman – Wo dein Herz schlägt

## Film – Choice Comedy
- Austin Powers – Spion in geheimer Missionarsstellung
  - American Pie – Wie ein heißer Apfelkuchen
  - Den Einen oder keinen
  - Rent a Man
  - Galaxy Quest
  - High Fidelity
  - Road Trip
  - Hoffnungslos verliebt

## Film – Movie of the Summer
- Scary Movie

## Film – Choice Drama
- The Sixth Sense
  - American Beauty
  - The Beach
  - Gottes Werk und Teufels Beitrag
  - Durchgeknallt
  - Love & Basketball
  - Romeo Must Die
  - Der talentierte Mr. Ripley

## Film – Choice Liar
- Tom Green – Road Trip
  - Chris Klein – American Pie – Wie ein heißer Apfelkuchen
  - Joshua Jackson – The Skulls
  - Matt Damon – Der talentierte Mr. Ripley

## Film – Choice Sleazebag
- Mike Myers – Austin Powers – Spion in geheimer Missionarsstellung
  - Seann William Scott – American Pie – Wie ein heißer Apfelkuchen
  - Scott Foley – Scream 3
  - Helen Mirren – Rettet Mrs. Tingle

## Film – Choice Breakout Performance
- Haley Joel Osment – The Sixth Sense
  - Jude Law – Der talentierte Mr. Ripley
  - Chris Klein – American Pie – Wie ein heißer Apfelkuchen
  - Josh Hartnett – Here on Earth
  - Leelee Sobieski – Here on Earth

## Film – Choice Hissy Fit
- Lisa Kudrow – Aufgelegt!
  - Cameron Diaz – An jedem verdammten Sonntag
  - Angelina Jolie – Durchgeknallt
  - Ben Stiller – Mystery Men

## Film – Choice Chemistry
- David Arquette, Courteney Cox – Scream 3
  - Freddie Prinze Jr., Julia Stiles – Den Einen oder keinen
  - Omar Epps, Sanaa Lathan – Love & Basketball
  - Jason Biggs – American Pie – Wie ein heißer Apfelkuchen (für die Masturbationsszene mit dem Kuchen)
  - Amy Smart, Breckin Meyer – Road Trip
  - Katie Holmes, Barry Watson – Rettet Mrs. Tingle

## Film – Wipeout Scene of the Summer
- Jim Carrey – Ich, Beide & Sie
  - Martin Lawrence – Big Mamas Haus
  - Jason Biggs – Loser
  - Tom Cruise – Mission: Impossible II

## TV – Choice Actor
- Joshua Jackson – Dawson’s Creek
  - David Boreanaz – Angel – Jäger der Finsternis
  - Seth Green – Buffy – Im Bann der Dämonen
  - Scott Foley – Felicity
  - Scott Speedman – Felicity
  - Jason Behr – Roswell
  - Topher Grace – Die wilden Siebziger

## TV – Choice Actress
- Sarah Michelle Gellar – Buffy – Im Bann der Dämonen
  - Katie Holmes – Dawson’s Creek
  - Keri Russell – Felicity
  - Anne Hathaway – Sechs unter einem Dach
  - Leslie Bibb – Popular
  - Carly Pope – Popular
  - Shiri Appleby – Roswell
  - Mila Kunis – Die wilden Siebziger

## TV – Choice Breakout Show
- Popular
  - Malcolm mittendrin
  - Total Request Live
  - Making the Band

## TV – Choice Drama
- Dawson’s Creek
  - Buffy – Im Bann der Dämonen
  - Charmed – Zauberhafte Hexen
  - Felicity
  - Sechs unter einem Dach
  - Nochmal mit Gefühl
  - Roswell

## TV – Choice Comedy
- Friends
  - Malcolm mittendrin
  - Just Shoot Me – Redaktion durchgeknipst
  - Popular
  - Die Simpsons
  - Die wilden Siebziger
  - The Tom Green Show
  - Will & Grace

## TV – Choice Sidekick
- Sean Hayes – Will & Grace
  - Alyson Hannigan – Buffy – Im Bann der Dämonen
  - James Marsters - Buffy – Im Bann der Dämonen
  - Ian Gomez – Felicity
  - Amy Jo Johnson – Felicity
  - Ron Lester – Popular
  - Brendan Fehr – Roswell
  - Danny Masterson – Die wilden Siebziger

## TV – Choice Personality
- Carson Daly – Total Request Live
  - Regis Philbin – Live with Regis and Kathie Lee
  - Chris Kattan – Saturday Night Live
  - Space Ghost – Space Ghost Cost to Cost
  - Tom Green – The Tom Green Show
  - Ananda Lewis – Saturday Night Live
  - William Shatner – travelocity.com Werbungen